# Murosternum pentagonale
Murosternum pentagonale är en skalbaggsart som beskrevs av Jordan 1894. Murosternum pentagonale ingår i släktet Murosternum och familjen långhorningar.
Artens utbredningsområde är:
- Benin.
- Gabon.
- Nigeria.

Inga underarter finns listade i Catalogue of Life.